# Jendrik Sigwart
Jendrik Sigwart (ur. 27 sierpnia 1994 w Hamburgu) – niemiecki piosenkarz, autor tekstów oraz aktor.
Reprezentant Niemiec w Konkursie Piosenki Eurowizji w 2021 roku z utworem „I Don't Feel Hate”.

## Życiorys
Dorastał w hamburskim Volksdorf wraz z czwórką rodzeństwa. Studiował na Uniwersytecie Nauk Stosowanych w Osnabrücku. Podczas studiów występował w niemieckich wersjach wielu musicali m.in.: My Fair Lady, Hairspray oraz Piotruś Pan.
6 lutego 2021 roku niemiecki nadawca publiczny NDR ogłosił, że Sigwart został wewnętrznie wybrany do reprezentowania kraju w Konkursie Piosenki Eurowizji. 25 lutego tego samego roku premierę miał jego konkursowy utwór „I Don't Feel Hate”, przy którym współpracował z Christophem Oswaldem. Wystąpił w nim z piętnastym numerem startowym i zajął 25. miejsce po zdobyciu 3 punktów w tym 0 punktów od telewidzów (24. miejsce) i 3 pkt od jurorów (25. miejsce).

## Dyskografia

### Single
| Rok                                                      | Tytuł               | Najwyższe pozycje na listach | Najwyższe pozycje na listach | Najwyższe pozycje na listach | Najwyższe pozycje na listach | Najwyższe pozycje na listach | Album |
| Rok                                                      | Tytuł               | BEL (Fl)                     | NLD                          | LTU                          | SWE                          | UK Down.                     | Album |
| -------------------------------------------------------- | ------------------- | ---------------------------- | ---------------------------- | ---------------------------- | ---------------------------- | ---------------------------- | ----- |
| 2021                                                     | „I Don't Feel Hate” | –                            | –                            | 79                           | –                            | 71                           | –     |
| „–” oznacza, że singel nie był notowany na danej liście. |                     |                              |                              |                              |                              |                              |       |